# Santiago Ciganda
Santiago Ciganda Forni (Montevideo, Uruguay, 16 de enero de 1994) más conocido como Santiago Ciganda, es un futbolista uruguayo. Juega como delantero centro y su equipo actual es Stade Bordelais de la Championnat National 3 de Francia.

## Trayectoria
Realizó las divisiones juveniles en Nacional, comenzó en Quinta División desde el 2011, alternó con la Liga Universitaria.
El 26 de julio de 2013 pasó a River Plate, se unió al plantel de Cuarta División y al poco tiempo al de Tercera.
Ganó el Torneo Apertura de Tercera División en 2014.
Fue ascendido al primer equipo darsenero para la temporada 2015-16, con Juan Ramón Carrasco como nuevo técnico.
Debutó como profesional el 27 de septiembre de 2015 en el Estadio Centenario contra Peñarol, ingresó al minuto 77 por Martín Alaníz y ganaron 4 a 0 en la fecha 7 del Torneo Apertura. Al partido siguiente, contra Juventud, ingresó al minuto 33 debido a la lesión de Iván Silva, fue el segundo jugador darsenero que se lesionó en el encuentro,  pero igualmente ganaron 3 a 2, Santiago recibió su primer tarjeta amarilla. El 18 de octubre jugó por primera vez en el Parque Saroldi, se enfrentó a Danubio, ingresó al minuto 84, con el partido empatado a un gol pero ya en tiempo cumplido brindó una asistencia para que el "Morro" García ponga el 2 a 1 final.
Fue titular por primera vez el 25 de octubre contra Cerro, recibió su segunda tarjeta amarilla y empataron 1 a 1.
El 21 de noviembre, jugó contra Liverpool y anotó su primer gol oficial al minuto 9, con un cabezazo venció a Jorge Bava, luego Junior Arias metió un doblete para los negriazules pero finalmente empataron 2 a 2.
El 2016 llega a Deportivo Maldonado de la Segunda División Profesional de Uruguay manteniendo en el cuadro Rojiverde hasta el 2018 cuando ficha por C.A. Cerro donde tendría su primera participación internacional en la Copa Sudamericana 2018, vencneidno en la primera fase a Sport Rosario, club que el próximo año sería su nuevo refuerzo del Sport Rosario que había descendido a la Liga 2 del Perú, sin embargo tras confirmarse la no participación del club queda libre, llegando a Deportivo Coopsol.

## Clubes y estadísticas
Actualizado el 2 de febrero de 2019.
| Club                          | Temporada        | Div              | Liga                 | Liga                 | Copas nacionales     | Copas nacionales     | Copas internacionales | Copas internacionales | Total                | Total                |
| Club                          | Temporada        | Div              | Partidos             | Goles                | Partidos             | Goles                | Partidos              | Goles                 | Partidos             | Goles                |
| River Plate · Uruguay         | 2015/16          | 1ª               | 11                   | 2                    | —                    | —                    | —                     | —                     | 11                   | 2                    |
| River Plate · Uruguay         | Total club       | Total club       | 11                   | 2                    | —                    | —                    | —                     | —                     | 11                   | 2                    |
| Deportivo Maldonado · Uruguay | 2016             | 2ª               | 6                    | 2                    | —                    | —                    | —                     | —                     | 6                    | 2                    |
| Deportivo Maldonado · Uruguay | 2017             | 2ª               | 16                   | 3                    | —                    | —                    | —                     | —                     | 16                   | 3                    |
| Deportivo Maldonado · Uruguay | Total club       | Total club       | 22                   | 5                    | —                    | —                    | —                     | —                     | 22                   | 5                    |
| C.A. Cerro · Uruguay          | 2018             | 1ª               | 22                   | 0                    | —                    | —                    | 4                     | 0                     | 26                   | 0                    |
| C.A. Cerro · Uruguay          | Total club       | Total club       | 22                   | 0                    | —                    | —                    | 4                     | 0                     | 26                   | 0                    |
| Deportivo Coopsol · Perú      | 2019             | 2ª               | Disputando Temporada | Disputando Temporada | Disputando Temporada | Disputando Temporada | Disputando Temporada  | Disputando Temporada  | Disputando Temporada | Disputando Temporada |
| Deportivo Coopsol · Perú      | Total club       | Total club       | —                    | —                    | —                    | —                    | —                     | —                     | —                    | —                    |
| Total en carrera              | Total en carrera | Total en carrera | 55                   | 7                    | 0                    | 0                    | 4                     | 0                     | 59                   | 7                    |

## Palmarés

### Otras distinciones
- Torneo Apertura de Tercera División: 2014